# Province de Pavie
La province de Pavie est une province italienne, la plus au sud et à l'ouest de la région de Lombardie.
La capitale provinciale est Pavie.

## Administration
| Période          | Période          | Identité       | Étiquette           | Qualité |
| ---------------- | ---------------- | -------------- | ------------------- | ------- |
| 28 juin 1993     | 11 mai 1997      | Enzo Casali    | LN                  |         |
| 12 mai 1997      | 28 mai 2006      | Silvio Beretta | FI                  |         |
| 29 mai 2006      | 30 mai 2011      | Vittorio Pomae | FI → PdL            |         |
| 31 mai 2011      | 27 août 2016     | Daniele Bosone | PD                  |         |
| 28 août 2016     | 19 décembre 2021 | Vittorio Poma  | FI                  |         |
| 19 décembre 2021 | En cours         | Giovanni Palli | Ind. (centre droit) |         |